# Roszowicki Las (Opole)
Roszowicki Las [pronunciación en polaco: /rɔʂɔˈvit͡ski ˈlas/] (alemán: Roschowitzwald) es un pueblo en el distrito administrativo de Gmina Cisek, dentro del Distrito de Kędzierzyn-Koźle, Voivodato de Opole, en del sudoeste de Polonia. Se encuentra aproximadamente 4 kilómetros al sur de Cisek, 12 kilómetros al sur de Kędzierzyn-Koźle, y 50 kilómetros al sur de la capital regional, Opole.
Hasta 1945 el área era parte de Alemania (ve Territorios Polacos Recuperados).
El pueblo tiene una población de 590 habitantes.

## Galería

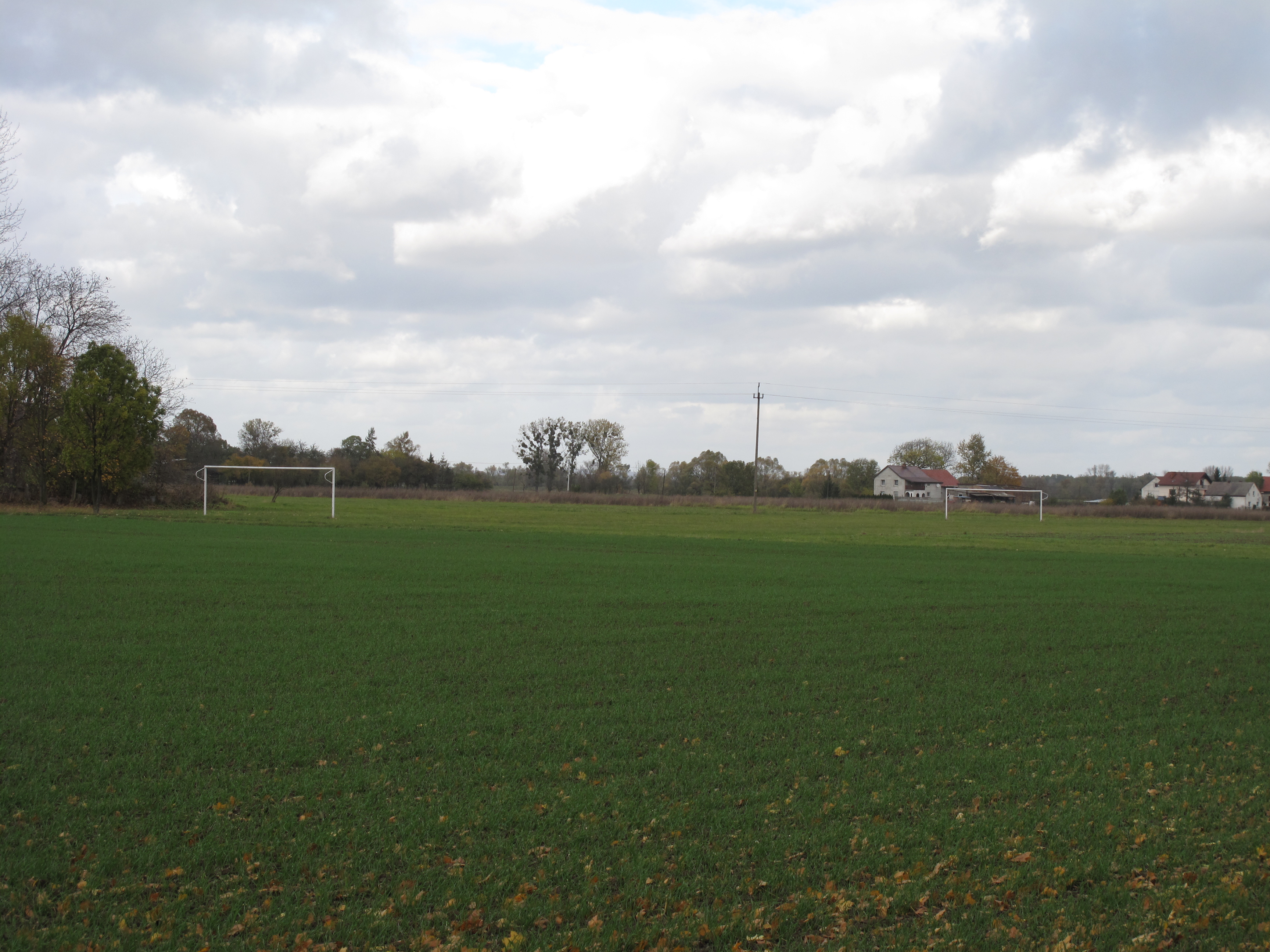
Campo de fútbol
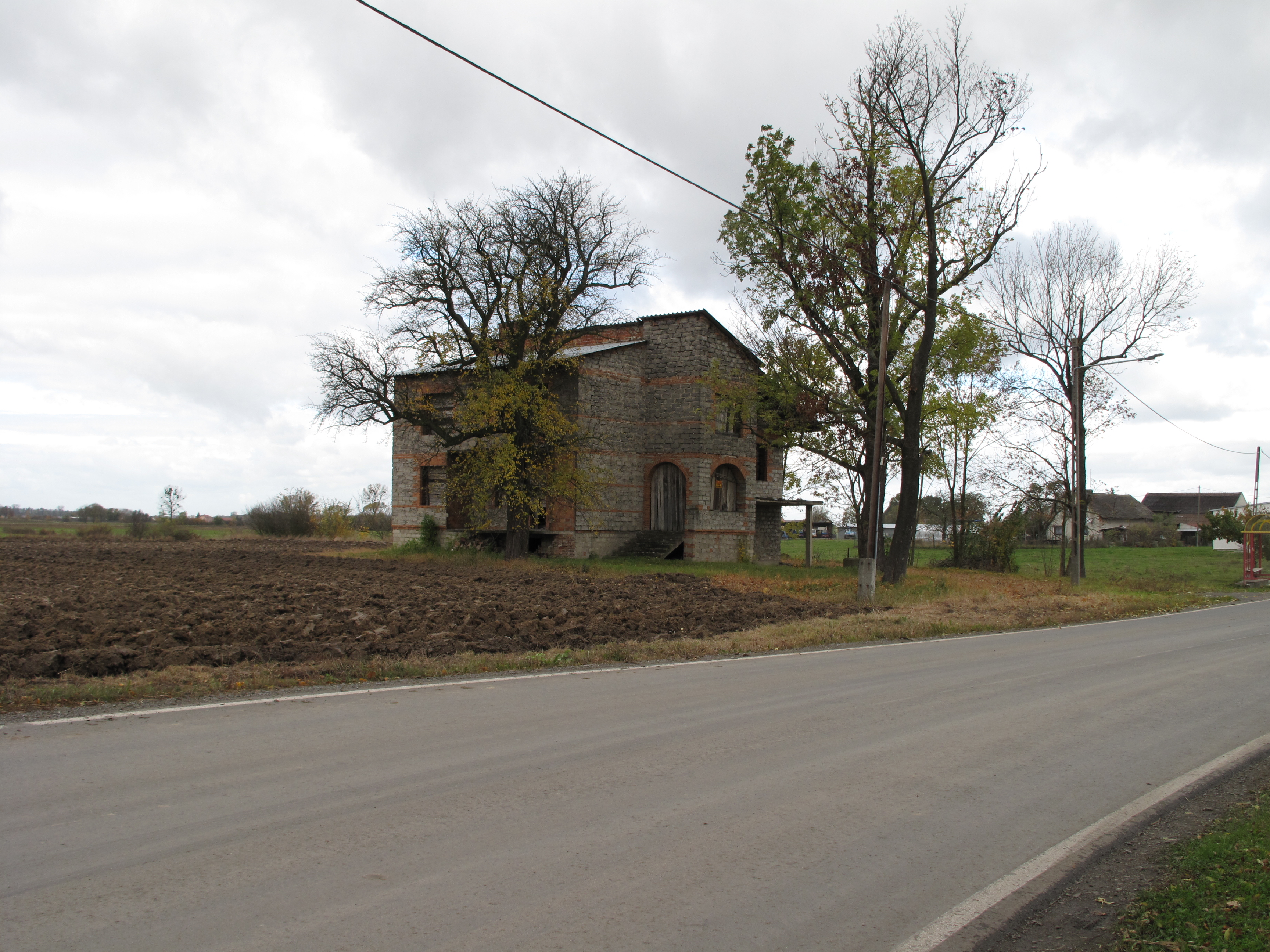
Casa abandonada
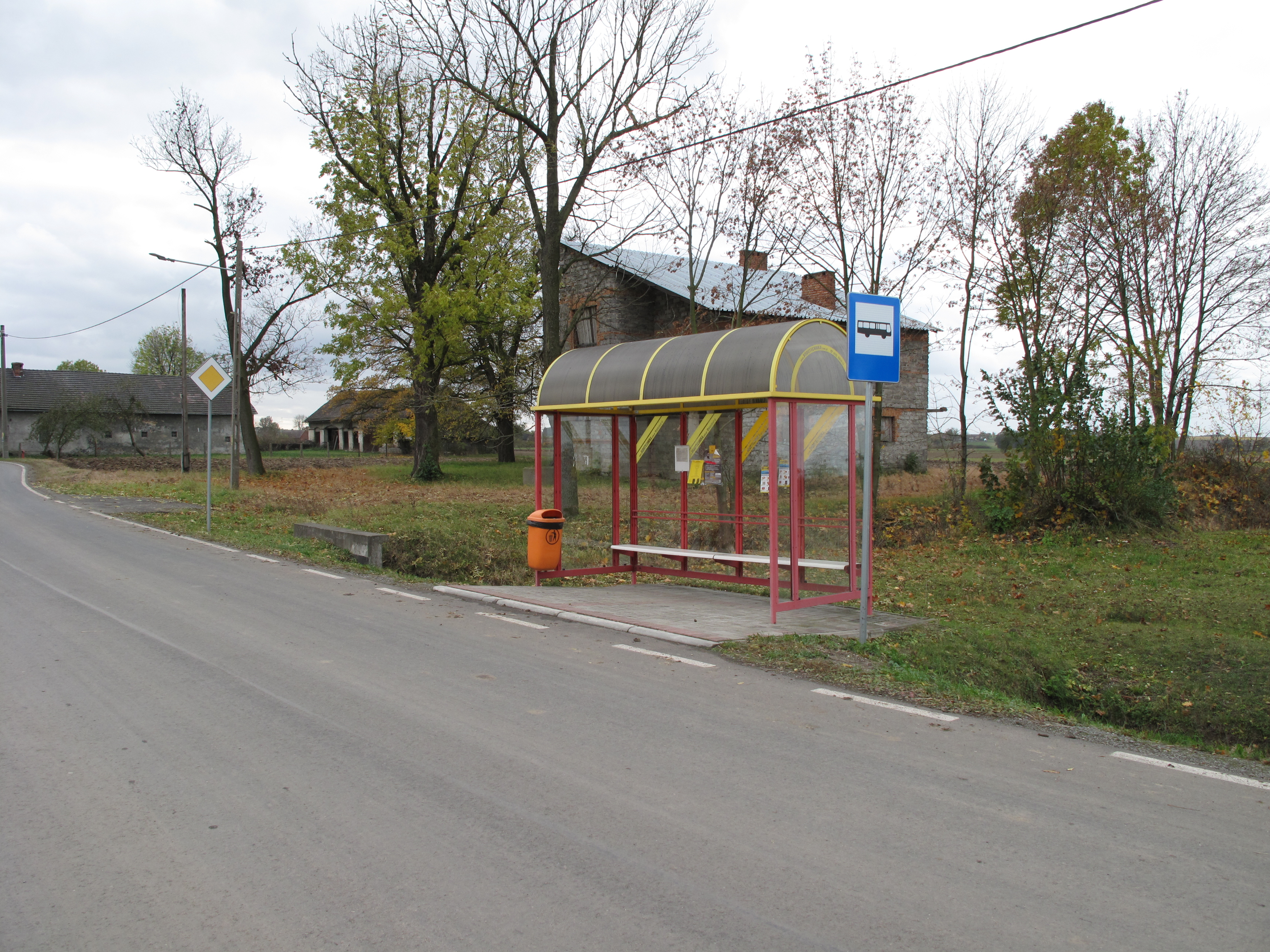
Parada de bus